# Autobahnkreuz Leipzig-Süd
Das Autobahnkreuz Leipzig-Süd (Abkürzung: AK Leipzig-Süd; Kurzform: Kreuz Leipzig-Süd) ist ein Autobahnkreuz in Sachsen bei Markkleeberg. Es verknüpft die Bundesautobahn 38 mit der Bundesautobahn 72 und der autobahnähnlich ausgebauten Bundesstraße 2. Es ist das dritte Autobahnkreuz in Sachsen.

## Geographie
Das Autobahnkreuz liegt auf den Stadtgebieten von Böhlen und Markkleeberg, östlich des Ortsteils Gaschwitz im Landkreis Leipzig. Es befindet sich etwa 10 km südlich der namensgebenden Großstadt Leipzig, etwa 40 km südöstlich von Halle (Saale) und etwa 60 km nordwestlich von Chemnitz.
Das Autobahnkreuz Leipzig-Süd trägt auf der A 38 die Anschlussstellennummer 31, auf der A 72 die Nummer 30.

## Geschichte
Das Kreuz Leipzig-Süd wurde am 29. Mai 2006 als „Autobahnanschlussstelle Leipzig-Süd“ zur Kreuzung der A 38 mit der B 2 eröffnet und ist Teil der Mitteldeutschen Schleife. Ursprünglich führte die B 2 etwas weiter westlich entlang. Dies ist auf Luftbildern noch gut zu erkennen und erklärt auch den ungewöhnlichen Schlenker der B 2.
Anfangs fehlte im Kreuz noch die Fahrtrichtung Dreieck Parthenaue der A 38. Diese wurden am 13. August 2006 freigegeben und die Anschlussstelle somit vollendet.
Bereits seit längerer Zeit sollte die B 2 südlich von Leipzig zur A 72 ausgebaut werden. 2018 erfolgte der Baubeginn für den Abschnitt 5.2 der A 72, der die Lücke zwischen A 72 und dem Kreuz Leipzig-Süd schließt. Die ersten zwei Fahrstreifen wurden am 15. Juli 2023 freigegeben, wodurch die Autobahnanschlussstelle zum Autobahnkreuz wurde. Die Fertigstellung sämtlicher 4 Fahrstreifen wird für 2026 erwartet. Im Zuge der Baumaßnahmen wird die Anschlussstelle Böhlen bis 2026 ebenfalls neu errichtet.

## Bauform und Ausbauzustand
Als Bauform wurde ein angepasstes Kleeblatt gewählt. Bis zum 13. August 2006 war es jedoch nur ein halbes Kleeblatt, da die A 38 Richtung Osten fehlte.
Die A 72 ist im Bereich des Kreuzes vierspurig ausgebaut (im weiteren Verlauf für ca. 4 km noch bis voraussichtlich 2026 zweistreifig). Die A 38 verfügt ebenfalls über vier Fahrstreifen pro Richtung. Die vier indirekten Rampen („Ohren“) sind einstreifig ausgeführt, die direkten Rampen sind zweistreifig, außer der Relation Leipzig → Halle, welche auch nur einstreifig gebaut wurde.